# Alois Öllinger
Alois Öllinger (* 1953 in Wurmannsquick) ist ein deutscher Künstler. Er arbeitet in verschiedenen Bereichen, u. a. in Malerei, Zeichnung und Konzeptkunst.

## Leben und Werk
Alois Öllinger studierte von 1973 bis 1977 Kommunikationsdesign an der Fachhochschule München und von 1977 bis 1981 Bildende Künste bei Rudi Tröger und Horst Sauerbruch an der Akademie der Bildenden Künste München. Dort legte er 1981 zunächst das Staatsexamen und 1983 das Diplom in Malerei ab. Alois Öllinger lebt und arbeitet in Bad Kötzting. Er ist Mitglied der Neuen Münchner Künstlergenossenschaft im Haus der Kunst.
Öllingers künstlerisches Schaffen ist vielfältig. In seinen Zeichnungen und großformatigen Malereien finden sich Landschaften, Stillleben, Portraits und Innenräume, die für den Künstler „Wahrnehmung von Wirklichkeit und bildnerische Umsetzung in Fläche, Farbe und Raum“ sind und „eine Möglichkeit, als Bildsucher der Welt gestaltete Zeichen entgegenzusetzen“. Oft ist dabei ein Bezug zur Region Rottal zu erkennen. Darüber hinaus arbeitet Öllinger auch konzeptuell und installativ mit Bildobjekten und Kunstaktionen im öffentlichen Raum, z. B. mit Laser. Prägend für seine Entwicklung zur Konzeptkunst war nach eigener Aussage das Zusammentreffen mit Franz Erhard Walther.

## Ausstellungen

### Einzelausstellungen (Auswahl)
- 1989: Städtische Galerie Cordonhaus, Cham
- 1994: Stadtmuseum Deggendorf
- 1998: Kunstverein Passau (mit Wolfgang Mally)
- 2000: Kunstforum Ostdeutsche Galerie, Regensburg
- 2006: Städtische Galerie Leerer Beutel, Regensburg

### Gruppenausstellungen (Auswahl)
- 2000: Seitenwechsel, Museum Klatovy
- 2001: Große Kunstausstellung im Haus der Kunst, München
- 2007: Dialog, Diözesanmuseum Regensburg
- 2009: Was uns antreibt, Haus der Kunst, München

## Sammlungen (Auswahl)
- Bayerische Staatsgemäldesammlungen/Pinakothek der Moderne[3]
- Städtische Galerie Regensburg
- Museum Moderner Kunst Passau